# Mein Vater
Mein Vater (título alternativo: Coming Home) é um telefilme de drama alemão de 2003 dirigido por Andreas Kleinert e estrelado por Götz George, Klaus J. Behrendt e Ulrike Krumbiegel.
O filme foi transmitido pela primeira vez em 8 de janeiro de 2003 no canal Das Erste.

## Sinopse
Richard (Götz George), pai de Jochen (Klaus J. Behrendt), sofre de Alzheinmer. Um dia, quando ele bate em um carro, Jochen e sua esposa Anja (Ulrike Krumbiegel) percebem que não podem deixá-lo mais sozinho. Anja insiste para em leva-lo para sua casa. Jochen não está particularmente contente com isso. Graças a seu pai, sua infância não foi exatamente feliz. Richard está visivelmente pior, o Alzheimer não tem cura. Anja desiste de seu trabalho para ajudá-lo, mas Richard não quer ser ajudado. O plano de saúde de Jochen é rejeitado e ele começa a ter problemas em seu trabalho, assim como sua relação com sua família. Quando Richard provoca um incêndio em casa, Anja decide ir embora e vai morar com a mãe. Afinal, Jochen está sozinho com seu filho e seu velho pai.

## Elenco
- Götz George	...	Richard Esser
- Klaus J. Behrendt	...	Jochen Esser
- Ulrike Krumbiegel	...	Anja Esser
- Sergej Moya	...	Oliver Esser
- Christine Schorn	...	Karin
- Cornelia Schmaus	... Anne
- Nicholas Bodeux ... Colega de trabalho de Jochen

## Recepção
No Moviepilot, o filme tem uma classificação de 6,7/10, com base em 86 avaliações.

### Prêmios e indicações
| 2003 | Banff Television Festival                         | Prêmio Especial do Júri        | Mein Vater                      | Venceu   |
| 2003 | Prêmios de TV da Baviera                          | Melhor Ator em Telefilme       | Klaus J. Behrendt e Götz George | Venceu   |
| 2003 | Festival International de Programmes Audiovisuels | Prêmio Golden FIPA (Ficção)    | Andreas Kleinert                | Venceu   |
| 2003 | Goldene Kamera                                    | Melhor Telefilme               | Mein Vater                      | Indicado |
| 2003 | Emmy Internacional                                | Melhor Telefilme ou Minissérie | Mein Vater                      | Venceu   |